# モレオン＝リシャール
モレオン＝リシャール（フランス語: Mauléon-Licharre、バスク語: Maule-Lextarre）は、フランス、ヌーヴェル＝アキテーヌ地域圏、ピレネー＝アトランティック県のコミューン。

## 地理

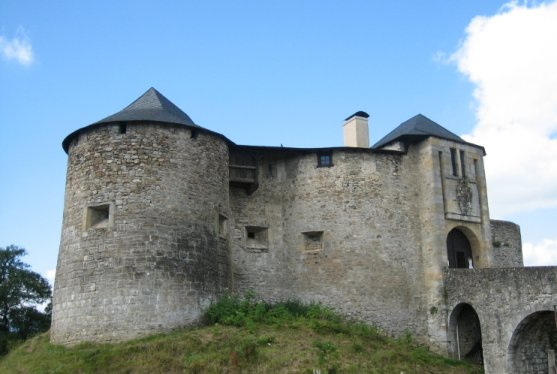
モレオン城

大西洋から約100km内陸にあるモレオン＝リシャールは、フランス領バスクのスール地方の歴史的中心地で、ピレネー山脈のふもとにある。モレオンは全般的に、ごつごつした高原地帯のオート＝スール（Haute-Soule）の反対に、バス＝スール（Basse-Soule、低スール、バスク語ではPettara）に含まれる。
古い封建時代からの町であるモレオンは、オロロン川の支流であるセゾン川の右岸につくられた。城の廃墟がたつ丘のふもとである。左岸にある古いリシャールの町並みは、現代的な農業地域である。新しい住宅地が谷へ向かって伸びている。

## 由来
Mauléonの名は12世紀半ばのバイヨンヌの特許状台帳に登場する。Malleonは1276年のガスコーニュ公国時代、ナヴァランクス（fr）の1387年の公正証書においてlo marcadiuとbastide de Mauleoo、1454年のバイヨンヌの憲章においてはMalus-Leo、1460年にはMauleoとMauleon de Sole、1650年にはMauleonであった。
リシャールの名は1385年にlo noguer de Lixarreとして記載されている。1508年のバイヨンヌの憲章においてはLixarra、1650年にはLixarreとなった。

## 歴史
1261年、イングランド王エドワード1世は、スール子爵を従属させようとこの地でイングランドの軍事力を見せようとした。彼はスール地方の一定の町の防御を固めることにした。丘の上の町を守っていた中世の城壁は現在は壊されてしまって確認できない。モレオンは、広い長方形の広場沿いに住宅が一列に並んでいる。
モレオンには王が派遣した代官が駐在し、代議員を持ってもいた。一方リシャールには裁判所があった。2つのコミューンは1841年3月に合併した。

## 経済
モレオン＝リシャールはエスパドリーユなどのサンダル製造の中心地である。スニーカー、ブーツ、ゴム長靴が製造されており、およそ2000人の男女が雇用されている。その他に重要な経済活動は、畜産である。

## 姉妹都市
- トゥデラ、スペイン